# 4-Aminobifenil

4-Aminobifenil é um derivado do bifenilo. É usado na produção de azo-compostos. É um carcinógeno humano conhecido e tem sido largamente empregado na perda de compostos tóxicos. É similar à benzidina.